# Representação quaterniônica
No matemático campo da teoria da representação uma representação quaterniônica é uma representação sobre um espaço vetorial complexo V com uma estrutura quaterniônica invariante, i.e., um mapa antilinear equivariante
{\displaystyle j\colon V\to V}
o qual satisfaz
{\displaystyle j^{2}=-1.}